# Wolfgang Burandt
Wolfgang Burandt (* 1957) ist ein deutscher Rechtsanwalt, Mediator und Rechtswissenschaftler.

## Ausbildung
Wolfgang Burandt studierte Rechtswissenschaften an der Universität Hamburg, der London School of Economics and Political Science (LSE), der Universiteit van Amsterdam, der Columbia University, New York und der McGill University, Montréal. Ab 1984 absolvierte er sein Referendariat bei der Deutsch-Kanadischen Industrie- und Handelskammer, Montréal (Québec) und Toronto (Ontario), an der Hochschule für Verwaltungswissenschaften, Speyer, beim Justiziariat der Hamburgischen Bürgerschaft, in der Rechtsabteilung der Dresdner Bank AG in Hamburg sowie am Landgericht Hamburg und dem Hanseatischen Oberlandesgericht. 1987 legte er erfolgreich sein zweites juristisches Staatsexamen in Hamburg ab.
1998 absolvierte er eine Fortbildung zum Testamentsvollstrecker (DVEV). 1999 promovierte er zum Dr. jur. Im Jahr 2000 qualifizierte er sich weiter zum Fachanwalt für Familienrecht. Nach einer 18-monatigen Ausbildung in Hamburg und Heidelberg bildete er sich bis zum Jahr 2002 zum Mediator (BAFM) fort und absolvierte zeitgleich ein Studium im Bereich „Mergers and Acquisitions“ an der Westfälischen Wilhelms-Universität, Münster, welches er 2003 mit dem Abschluss, Master of Laws, LL.M. erfolgreich beendete. Im Jahre 2004 schloss er ein weiteres Studium an der University of Wales/Cardiff im Bereich „Financial Services“ mit dem Master of Business Administration ab. Im Jahr 2005 schließlich beendete Burandt ein drittes Postgraduierten-Studium, diesmal an der Europa-Universität Viadrina in Frankfurt/Oder mit dem Abschluss Master of Arts im Fach Mediation. 2006 qualifizierte er sich weiter zum Fachanwalt für Erbrecht. 2012 beendete Burandt einen Fortbildungslehrgang zur beruflichen Weiterqualifikation zum Fachanwalt für Handels- und Gesellschaftsrecht.

## Beruf
Von 1987 bis 1990 war er wissenschaftlicher Mitarbeiter an der Helmut-Schmidt-Universität Hamburg im Fachbereich Wirtschafts- und Organisationswissenschaften am Lehrstuhl für Zivil-, Handels- und Gesellschaftsrecht. Seit 1990 ist er freiberuflicher selbständiger Rechtsanwalt in Hamburg. Von 1992 bis 1997 übte er vor allem eine Tätigkeit als Liquidator, Sequester, Gutachter und Konkursverwalter aus.
2004 wurde er zum Lehrbeauftragten für Wirtschaftsrecht an der Nordakademie ernannt. Im Folgejahr wurde er zum ersten Vorsitzenden des Fachanwaltsausschusses Erbrecht der Hanseatischen Rechtsanwaltskammer Hamburg gewählt. 2007 berief ihn die Nordakademie als Honorar-Professor für Wirtschaftsrecht. Gleichzeitig ernannte die Westfälische Wilhelms-Universität in Münster ihn zum Lehrbeauftragten für Mediation.
2008 trat er in die Rechtsanwaltssozietät SES Schlutius Eulitz Schrader in Hamburg ein, die sich 2009 der Sozietät SKW Schwarz Rechtsanwälte, Wirtschaftsprüfer, Steuerberater mit Standorten in Berlin, Düsseldorf, Frankfurt am Main, Hamburg und München anschloss.
Seit 2016 ist er als freiberuflicher Anwalt in der Hamburger Kanzlei WIRTSCHAFTSRAT Recht tätig. Im selben Jahr wurde Burandt ferner als assoziierter Wissenschaftler in das Institut für angewandtes Wirtschaftsrecht aufgenommen. Im Jahr 2020 schloss er sich der Mazars Rechtsanwaltsgesellschaft als "of council" an und ist dort im Bereich Private Clients tätig.

## Schriften (Auswahl)
Burandts Publikationsliste zählt bislang über 600 Veröffentlichungen. Dabei agiert er unter anderem als Herausgeber und Autor mehrerer Fachbücher und Gesetzeskommentare sowie der monatlich erscheinenden Zeitschrift FuR – Familie und Recht (FUR). Zudem ist er Beirat der monatlich erscheinenden ZErb – Zeitschrift für die Steuer- und Erbrechtspraxis.
- Wolfgang Burandt, Dieter Rojahn (Hrsg.): Erbrecht, Kommentar in der Reihe "Beck'sche Kurzkommentare". C.H. Beck Verlag, München 2011, ISBN 978-3-406-60259-7.
- Wolfgang Burandt: Kommentierung der §§ 2274 - 2289 BGB. In: Franz M. Große-Wilde, Peter E. Quart (Hrsg.): Deutscher Erbrechtskommentar. Carl Heymanns Verlag, Köln 2010, ISBN 978-3-452-27147-1.
- Wolfgang Burandt, Hannelore Zacher-Röder: Unternehmertestament. 2. Auflage. C.H. Beck Verlag, München 2012, ISBN 978-3-406-64225-8.
- Wolfgang Burandt (Hrsg.): Beck'sches Mandatshandbuch "Erbrechtliche Unternehmensnachfolge". C.H. Beck Verlag, München 2002, ISBN 3-406-47844-1.
- Wolfgang Burandt: Beratung im Erbrecht II – Nach dem Erbfall. C.F. Müller Verlag, Heidelberg 2002, ISBN 3-8114-2367-3.
- Wolfgang Burandt: Beratung im Erbrecht I – Vor dem Erbfall. C.F.Müller Verlag, Heidelberg 2001, ISBN 3-8114-2366-5.